# Never Grow Old (Aretha Franklin)
Never Grow Old è un greatest hits della cantante soul statunitense Aretha Franklin, pubblicato nel 1984 dalla Creative Sounds.

## Tracce
1. Mother Loves Her Children – 3:09
2. I Will Trust in the Lord – 3:55
3. The Old Ship of Zion, Pt. I – 3:10
4. The Old Ship of Zion, Pt. II – 3:27
5. Never Grow Old – 2:57
6. I'm Going Through, Pt. I – 4:22
7. I'm Going Through, Pt. II – 3:26
8. Precious Lord, Pt. I – 3:22
9. Precious Lord, Pt. II – 2:52
10. You Grow Closer – 2:38